# Rade b. Rendsburg
Rade b. Rendsburg ist eine Gemeinde im Kreis Rendsburg-Eckernförde in Schleswig-Holstein.

## Geografie

### Geografische Lage
Das Gemeindegebiet von Rade erstreckt sich von den beiden historisch beim Bau des Schleswig-Holsteinischen Kanals in diesen einbezogenen östlich gelegenen Obereiderseen im Norden bis Eimers Moor im Süden etwa 5 km nordöstlich von Rendsburg. Es beinhaltet dabei auch den heute grob östlich der Rader Hochbrücke gelegenen Teil der beim Bau des Nord-Ostsee-Kanals entstandenen Rader Insel. Das Gebiet erstreckt sich dabei im äußersten Nordwesten der Haupteinheit des Ostholsteinischen Seen- und Hügellandes  (Nr. 702) des Schleswig-holsteinischen Hügellandes am (zerklüfteten) Übergang zur Vorgeest.

### Nachbargemeinden
Das Gemeindegebiet von Rade ist umgeben von:
|                | Borgstedt, Bünsdorf                         |           |
|                | Kompassrose, die auf Nachbargemeinden zeigt | Bovenau   |
| Schacht-Audorf |                                             | Ostenfeld |

## Geschichte
Rade wurde 1487 erstmals als Dorp thom Rade erwähnt.
Die um 1700 erbaute Räucherkate ist ein Fachwerkbau, der bis 1823 die Schule beherbergt hat und heute für festliche Veranstaltungen genutzt wird.
In Rade gab es elf Ziegeleien, die fast alle Steine für die Festung Rendsburg geliefert haben. Sie wurden jedoch bis 1901 alle geschlossen, weil der Lehm komplett abgebaut war.

## Politik

### Gemeindevertretung
Bei der Kommunalwahl am 14. Mai 2023 wurden insgesamt neun Sitze vergeben. Die Kommunale Wählergemeinschaft Rade erhielt fünf Sitze und die Allgemeine Kommunale Wählergemeinschaft Rade/R. erhielt vier Sitze.

### Wappen
Blasonierung: „Durch einen silbernen Balken von Grün und Blau geteilt. Oben zwei gekreuzte goldenen Ähren, unten sechs goldenen Ziegelsteine 3 : 2 : 1.“

## Wirtschaft und Infrastruktur

### Allgemeine Wirtschaftsstruktur
Im Gebiet der Gemeinde ist die Wirtschaft überwiegend von der Urproduktion der Landwirtschaft und Fischerei geprägt.

### Verkehr
Das heute am stärksten prägende Infrastruktur-Bauwerk ist die das Gemeindegebiet überspannende Rader Hochbrücke. Auf dieser führt die Bundesautobahn 7 von Hamburg nach Flensburg. Die südliche Rampe des Bauwerks mitsamt dem dort gelegenen Brückenrastplatz bildet grob die westliche Gemeindegrenze. Das Bauwerk überspannt hier auch die Rader Insel zwischen dem Eider- und Kanallauf.
Die Anbindung ins Gemeindegebiet erfolgt hingegen am besten über eine Verbindungsstraße, die im Nachbarort Grellkamp der Gemeinde Ostenfeld von der Landesstraße 47 abzweigt.

## Sehenswürdigkeiten
In der Liste der Kulturdenkmale in Rade b. Rendsburg stehen die in der Denkmalliste des Landes Schleswig-Holstein eingetragenen Kulturdenkmale.

## Bilder

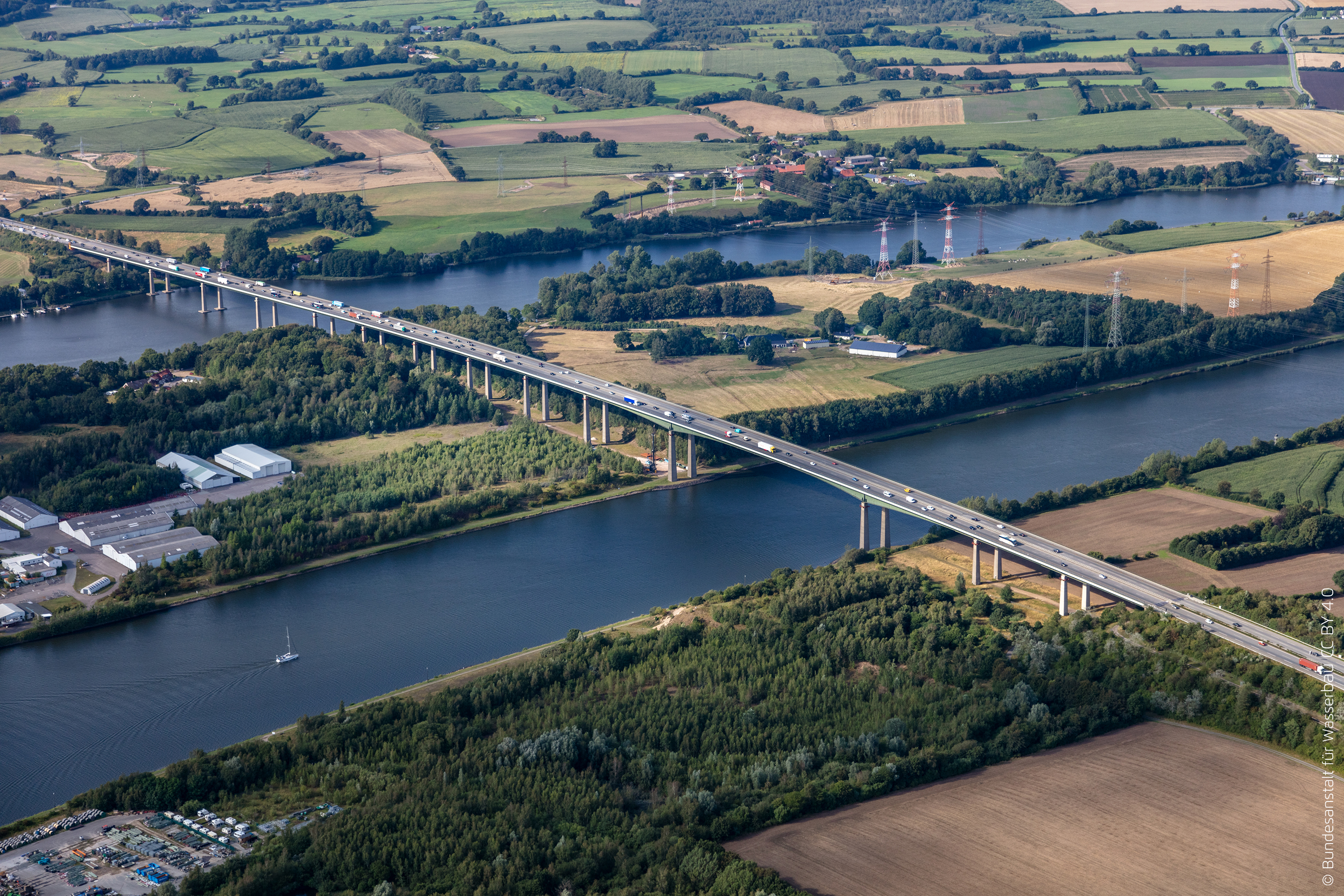
Rader Hochbrücke
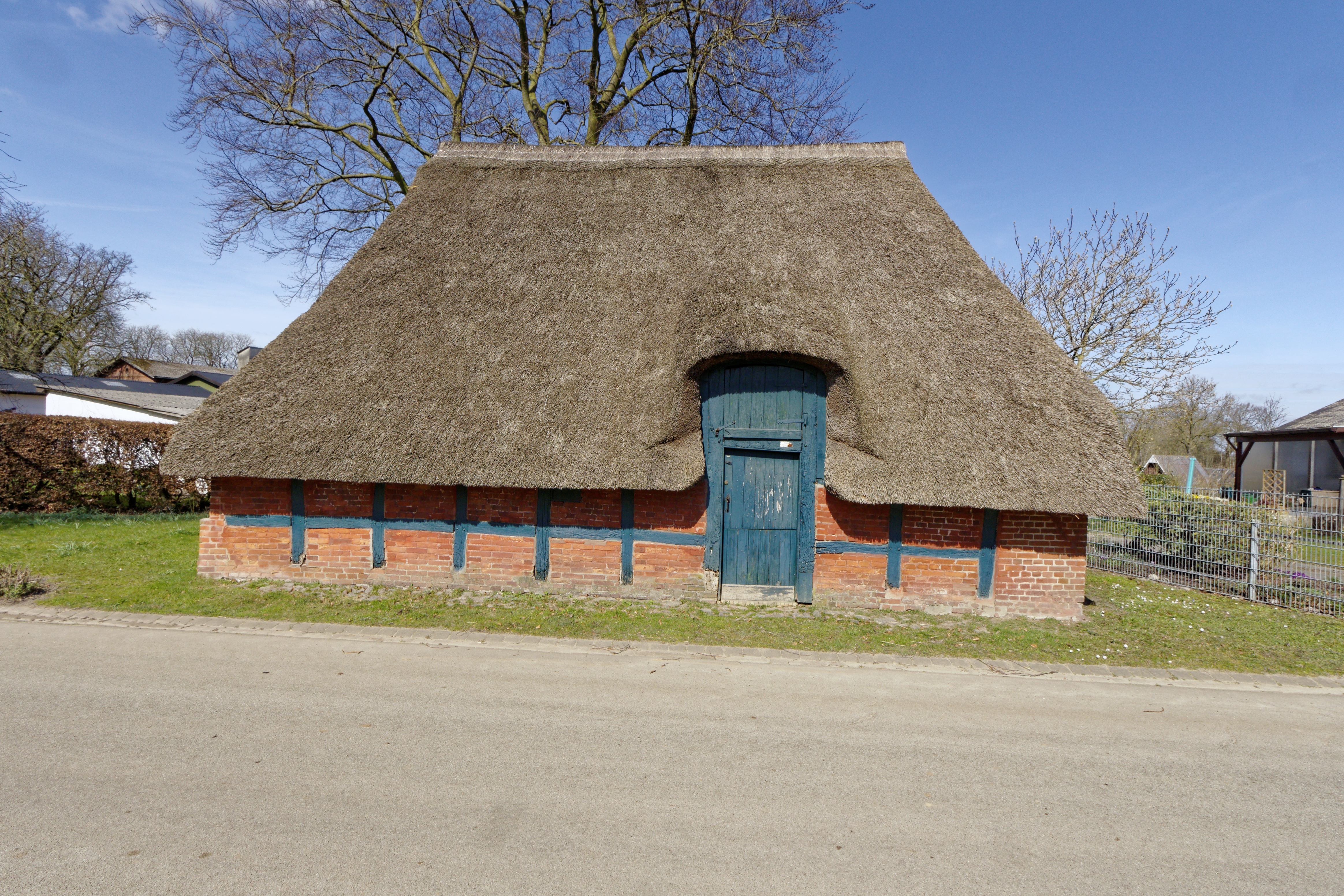
Ehemalige Schulkate mit Reetdach, Kulturdenkmal